# Rhodostrophia peregrina
Rhodostrophia peregrina är en fjärilsart som beskrevs av Vincenz Kollar 1844. Rhodostrophia peregrina ingår i släktet Rhodostrophia och familjen mätare. Inga underarter finns listade.